# Nyssodrysternum impensum
Nyssodrysternum impensum är en skalbaggsart som beskrevs av Monné 1985. Nyssodrysternum impensum ingår i släktet Nyssodrysternum och familjen långhorningar. Inga underarter finns listade i Catalogue of Life.